# 바르셀로나 백작
바르셀로나 백작(스페인어: Condes de Barcelona)은 801년 카롤루스 대제가 에브로 강 북쪽을 점령한 이후 바르셀로나 백작령을 만든 것으로부터 시작하여, 1479년 이후 카스티야-레온-아라곤의 군주와 후대의 스페인 왕의 일부가 된 바르셀로나 백국의 군주 목록이다.

## 멘데 꽁뜨 가문
- 베라 (801-820)
- 람포 (820-826)

## 셉테미니아 후작-우르헬 백작-툴루즈 백작가
- 베르나르도 1세 (826-832)
- 베렝게르 (832-835)
- 베르나르도 1세 (835-844), 복위.
- 수니프레도 (844-848), 우르헬 백작이던 843년에 루이스 1세 경건왕으로부터 안도라를 기증받음.
- 굴리엘모 (848-850)
- 알레란 (850-852)
- 엘리자베트 (850-852), 공동통치
- 오달리크 (852-858)
- 후니프레도 (858-864)
- 베르나르도 2세 (865-878)

## 산리드 가문
- 위프레도 1세 (878-897)
- 위프레도 2세 보렐 (897-911)
- 순제르 (911-947)
- 보렐 2세 (947-992)
- 미로 1세 (947-966)
- 라몬 보렐 (988-1018)
- 베렝게르 라몬 1세 (1018-1035)
- 라몬 베렝게르 1세 (1035-1076)
- 라몬 베렝게르 2세 (1076-1082), 베렝게르 라몬 2세와 공동통치
- 베렝게르 라몬 2세 (1076-1097), 라몬 베랑가르 2세, 라몬 베렝게르 3세와 공동통치
- 라몬 베렝게르 3세 (1082-1131), 베렝게르 라몬 2세와 공동통치
- 라몬 베랑가르 4세 (1131-1162), 아라곤의 페트로넬라와 결혼.

## 아라곤 가문
- 알폰소 1세 (1162-1196)
- 페드로 1세 (1196-1213)
- 하이메 1세 (1213-1276)
- 페드로 2세 (1276–1285)
- 알폰소 2세 (1285-1291)
- 하이메 2세 (1291–1327)
- 알폰소 3세 (1327-1336)
- 페드로 3세 (1336–1387)
- 후안 1세 (1387-1396)
- 마르티노 1세 (1396-1410)

## 트라스타마라 가문
- 페르난도 1세(1412–1416)
- 알폰소 5세(1416–1458)
- 후안 2세(1458–1479)
- 페르난도 2세(1479–1516)

## 압스부르고 왕조
- 카를로스 1세 (1516–1554)
- 펠리페 1세 (1554-1598)
- 펠리페 2세 (1598-1621)
- 펠리페 3세 (1621-1665)
- 카를로스 2세 (1665-1700)

## 스페인 왕위계승전쟁중
- 펠리페 4세 (1700-1714)
- 카를로스 3세 (1705-1714)

## 보르본 왕조
1714년부터 1944년까지의 바르셀로나 백작은 스페인의 군주 항목을 참조.
- 바르셀로나 백작 인판테 후안 (1944 - 1993)
- 후안 카를로스 1세 (1993 - 2014)
- 펠리페 6세 (2014 - )

## 대립 백작
- 대립백 엔리케 (1462-1463)
- 대립백 페드로 4세 (1463–1466)
- 대립백 레나토 (1466–1472)
- 루이스 1세 정의백 (1641-1643)
- 루이스 2세 태양백 (1643-1652)

## 같이 보기
- 카스티야의 군주
- 레온의 군주
- 아라곤의 군주
- 스페인의 군주